# Корчинська сільська рада (Сколівський район)
Корчинська сільська рада — колишній орган місцевого самоврядування у Сколівському районі Львівської області. Адміністративний центр — село Корчин.

## Загальні відомості
Корчинська сільська рада утворена у 1940 році. Територією ради протікає річка Стрий.

## Населені пункти
Сільській раді були підпорядковані населені пункти:
- с. Корчин

## Склад ради
Рада складалася з 16 депутатів та голови.

### Керівний склад попередніх скликань
| ПІБ                         | Основні відомості                                                                                          | Дата обрання | Дата звільнення |
| --------------------------- | --- | ------------ | --------------- |
| Зубрицький Ігор Олексійович | Сільський голова, 1954 року народження, член Конгресу українських націоналістів                            | 26.03.2006   | 31.10.2010      |
| Сородник Михайло Михайлович | Сільський голова, 1955 року народження, освіта середня спеціальна, член Конгресу українських націоналістів | 31.10.2010   |                 |

Примітка: таблиця складена за даними джерела

## Населення
За даними перепису УРСР 1989 року чисельність наявного населення сільської ради становили 2670 осіб, з яких 1318 чоловіків та 1352 жінки.
За переписом населення України 2001 року в селі мешкали 1280 осіб. 100 % населення вказали своєю рідною мовою українську мову.